# 스테퍼니 짐벌리스트
스테퍼니 짐벌리스트(Stephanie Zimbalist, 1956년 10월 8일 ~ )는 미국의 배우이다.

## 출연 작품

### 텔레비전
- 레밍턴 스틸 (1982-87)